# 와타나베 슌스케
와타나베 슌스케(일본어: 渡辺 俊介, 본명 : 渡邊 俊介(동음), 1976년 8월 27일 ~ )는 일본의 전 프로 야구 선수이며, 전 퍼시픽 리그인 지바 롯데 마린스, 메이저 리그 아메리칸 리그인 보스턴 레드삭스의 투수이자, KBO 리그 전 한화 이글스의 투수 인스트럭터이다.
2006년 월드 베이스볼 클래식을 통해 ‘잠수함 투수’ 라는 별명으로 잘 알려져 있으며, 투구 시 공의 릴리스 포인트가 거의 마운드와 접촉할 정도로 낮기 때문에 한국전에서 특히 강한 면을 보여주기도 하였다. 2014년부터 보스턴 레드삭스의 마이너 팀에서 뛰게된다. 2015년 시즌 후 한화 이글스의 투수 인스트럭터로 영입된다.

## 인물

### 프로 입단 전
도치기현 시모쓰가군 쓰가 정에서 태어나 6세 때부터 야구를 시작했지만 언제나 후보 선수였다. 중학생이 되어서도 3선발급의 투수로만 머물자, 이를 보다 못한 아버지의 권유로 언더핸드로 전향했다. 고교시절에도 2선발급 투수로 그다지 빛을 보지 못해 고쿠가쿠인 대학을 거쳐 1999년에 사회인 야구팀인 신일본제철에 입단했다.
2000년에는 요미우리 자이언츠의 스프링 캠프에 참가하면서 이때 기요하라 가즈히로로부터 “후에 프로 선수가 되어 대전하게 될 것이다”라는 예언을 들었다고 한다. 같은 해 여름에 열린 제71회 도시 대항 야구 대회에 출전하여 미쓰비시 중공업 히로시마, 세이노 운수를 차례로 격파했지만 팀은 준결승에서 패배했다. 4경기에 등판해서 평균 자책점 3.79를 기록하며 우수선수상을 수상했다. 그 해 여름에 열린 시드니 올림픽 야구 일본 국가대표팀에 발탁되면서 이탈리아전에 중간 계투로 등판하는 등 보기 좋게 승리 투수가 되었다. 그러나 쿠바전에서는 중간 계투로 등판했지만 3점 홈런을 허용하여 패전투수가 되고 말았다.
가을에 있은 일본 선수권에 출장해서 좋은 활약을 펼치며 준준결승에 진출했고 당시 팀 동료로 활약한 노다 고스케와 프로 진출을 정식으로 표명했다. 2000년 프로 야구 드래프트 회의에서는 즉시 전력감으로 평가되면서 지바 롯데 마린스가 4순위로 지명돼 프로 입단에 성공했고 등번호 31을 착용했다.

### 프로 입단 후

#### 2001년 ~ 2002년
2001년 4월 25일, 오릭스 블루웨이브전에 선발로 등판하면서 프로 첫 등판을 이루었으며, 같은 해 9월 3일 후쿠오카 다이에 호크스전에서는 프로 데뷔 첫 승리를 완봉으로 장식하고 그 해에는 2승을 거두었다. 그러나 프로 2년차인 2002년에는 6경기에 나와 0승 3패로 큰 활약을 보여주지 못하면서 슬럼프에 빠졌다. 같은 해 11월에는 사회인 야구팀 시절 팀의 마스코트 걸을 맡은 여성과 교제했다.

#### 2003년
5월 21일, 그 해의 첫 선발 경기였던 오릭스전에서는 4와 1/3이닝을 던져 8실점(7자책점)을 하는 참담함 결과를 기록했다. 이것은 어떤 방송 프로에서 다루어졌는데 그 방송에서는 이 시합이 있기 전에 수뇌진으로부터 “비로 경기가 순연되면 다음 등판은 없다”라는 말을 전해 듣고 본인도 “(부담감 때문에)경기에 나가는 것이 두려웠다”라고 말했다. 라스트 찬스로서 임한 같은 달 27일의 오릭스전에서는 5와 2/3이닝을 던져 2실점을 하고 승리투수가 되었다. 이 무렵 투구 스타일을 변경했는데 이것이 비약(飛躍)적인 발전을 가져왔다. 처음으로 규정 투구 이닝을 채우고 9승을 올려 로테이션에 합류했다.

#### 2004년
그 해 시즌에는 자신의 첫 번째 두 자릿수 승리가 되는 12승을 거두는 맹활약을 보였고, 같은 해 도쿄 돔에서 치러진 미일 야구 대회에서는 데이비드 오티즈에게 비거리 160m에 해당되는 홈런을 도쿄 돔의 우익석에 맞았다.

#### 2005년
3월 27일 도호쿠 라쿠텐 골든이글스전에서는 1안타 하나의 볼넷으로 9이닝을 27명으로 제압하는 등 눈부신 활약을 보였다. 지명 타자 제도가 채택된 퍼시픽 리그에서는 타석에 설 기회가 없었지만 같은 해부터 센트럴·퍼시픽 교류전이 시작돼 5월 8일 요코하마 베이스타스전에서는 완봉승을 거둔 한편 1경기에서 5타석 연속 삼진이라는 일본 프로 야구 타이 기록을 만들었다. 교류전에서는 최종적으로 12구단 중 1위에 해당되는 평균 자책점 1.73이라는 좋은 성적을 남겼다. 그 해에는 15승(4패)을 거두고 평균 자책점 2.17을 기록하며 대활약을 펼쳤고 팀의 1974년 이후 31년 만의 리그 우승에 크게 기여했다. 일본 시리즈 2차전인 지바 마린 스타디움에서 선발로 등판, 한신 타이거스 타선을 4안타로 틀어막고 무사사구 완봉승을 따냈다.

#### 2006년
2006년 월드 베이스볼 클래식 일본 대표팀 선수로 발탁되면서 대한민국전의 2경기와 쿠바전에 등판했다. 정규 경기인 4월 29일의 라쿠텐전에서는 6회까지 노히트 노런의 투구를 계속하고 있었지만 7회에는 선두 타자 뎃페이에게 2타자 연속으로 데드볼이 되는 타자의 머리쪽 부분 데드볼을 던지는 등 위협구에 의한 퇴장 처분을 받았다. 경기는 팀의 중간 계투진이 라쿠텐 타선을 무실점에 호투를 하며 완승을 해 와타나베는 구단 창단 이래 처음으로 ‘피안타 0의 강판 투수’, ‘퇴장 처분의 의한 승리 투수’라는 진기록을 수립하기도 했다. 5월 28일의 요미우리 자이언츠전에서는 타석에 들어서며 프로 데뷔 후 첫 안타를 기록했다. 같은 해 3년 연속 두 자릿수 승리를 놓치는 등 리그 최다인 14개의 사구를 기록해 저조한 성적으로 시즌을 마감했다.

#### 2007년
정규 시즌에서는 두 자릿수 승리를 놓쳤지만 1경기에 중간 계투로 등판한 이외는 모두 선발 투수로 등판해 안정된 투구를 보여주며 특히 시즌 후반에는 무난하게 호투하는 등 2.44의 평균자책점을 기록하여 좋은 성적을 남겼다. 후쿠오카 소프트뱅크 호크스와의 클라이맥스 시리즈 제1 스테이지에서는 1차전에 선발로 등판, 실책과 관련하여 4실점(1자책점)을 했지만 완투승을 거두었다.

#### 2008년
작년과는 정반대의 투구가 눈에 띄기 시작하여 두 차례의 완봉승을 기록하는 등 최종적으로 팀의 동료인 시미즈 나오유키와 대등해 팀 최다인 13승을 올려 팀내 선발 투수로서의 역할을 완수했다. 8월 18일에 있은 라쿠텐전에서는 8회까지 무실점으로 호투하면서 팀은 5대 2로 승리, 경기 직후에 가진 히어로 인터뷰에서 “이기면 좋습니다!”라고 말하는 등 관중석에 있던 팬들을 웃음바다로 만들어 놓기도 했다.

#### 2009년
2009년 월드 베이스볼 클래식의 일본 국가대표팀 선수로 발탁되어 2006년 대회에 이어 두 번째로 출전, 팀의 중간 계투로 활악하여 2경기에 등판해 타자 8명과 상대하면서 피안타 0, 무자책점을 기록했다. 그러나 정규 시즌에서는 3승 13패라는 최악의 성적을 남겼지만 퀄리티 스타트는 13을 기록해 선발 투수로서의 역할은 충분했다는 평가를 받았다. 규정 투구 이닝을 채운 투수로서 승률이 2할 미만의 투수는 1988년 한신의 노다 고지 이후 21년 만의 일이다.

#### 2010년
3년 연속으로 4점대의 평균 자책점을 기록하는 등 선발로서 불안한 시즌을 보냈지만 클라이맥스 시리즈 퍼스트 스테이지에서는 구원 등판해 3과 2/3이닝 무실점, 파이널 스테이지에서는 선발로 9이닝 도중까지 2실점의 호투를 보여 팀의 일본 시리즈 진출을 하는 데 기여를 했다. 그 후 일본 시리즈에서는 3차전과 7차전에 등판, 3차전에서는 주니치 타선을 1실점으로 호투하면서 완투 승리를 거두었고 타선의 도움으로 97개의 공을 던지면서 끈기의 투구를 보여주었다. 3차전에서의 활약으로 7차전에 등판하였지만 주니치로부터 집중 맹타를 당해 2이닝 4실점을 기록하며 강판당했으나 팀은 일본 시리즈 우승을 석권했다.

#### 2011년
개막 이후부터 선발 로테이션을 통해 계속 던졌지만 제구력 난조와 거듭된 슬럼프로 인해서 조기 강판되는 경우가 많았다. 최종적으로 규정 투구 이닝을 채우지 못했고 2003년부터 계속된 8년 연속 규정 투구 이닝 달성 행진은 마감했다. 그 해에는 통일구가 도입되면서 리그 평균이 1점 가까이 떨어졌기 때문에 평균 자책점이야말로 예년보다 좋은 3.68로 회복되었지만 7승에 머물렀다. 또, 홈구장인 QVC 마린필드에서는 평균 자책점 2.29(5승)를 나타내며 안정된 투구를 보였지만 원정 경기에서는 5.50(2승)의 평균 자책점을 기록했다.

## 그 외

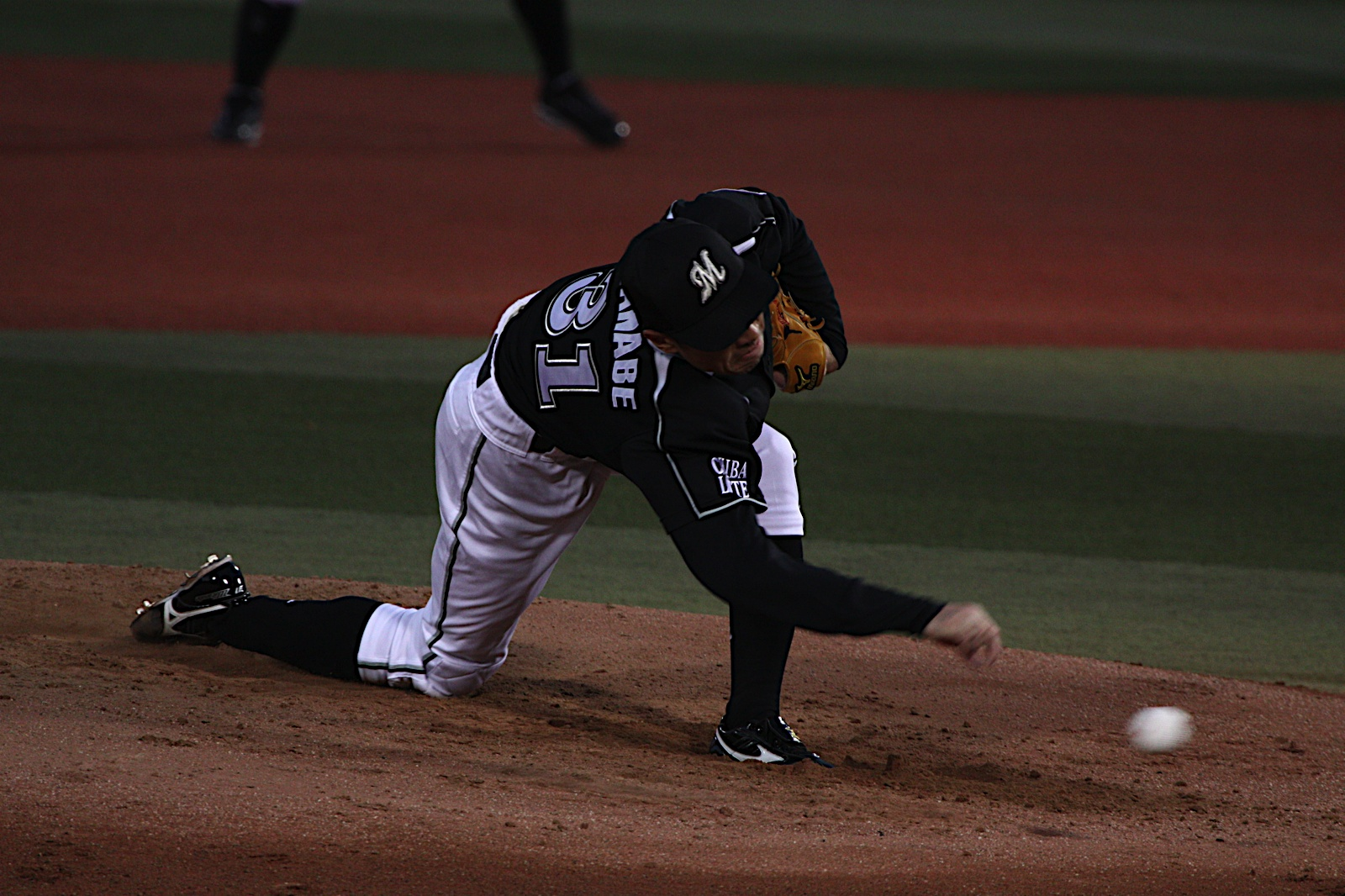
공에서 손을 떼는 모습(2010년 5월 12일, 요코하마 스타디움)

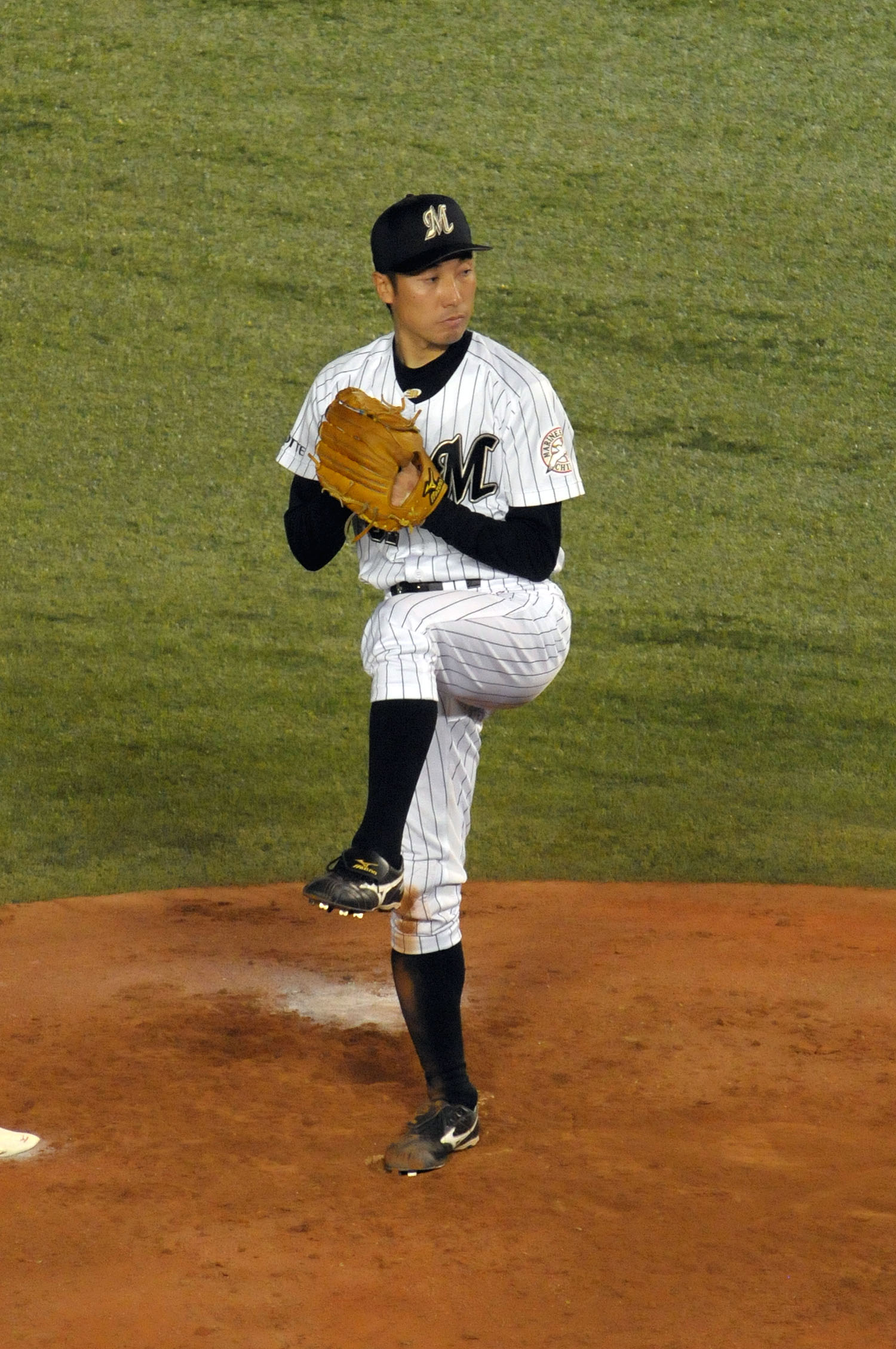
투구 폼을 취하는 와타나베(2011년 8월 6일, QVC 마린필드)

입단 당시부터 2003년 시즌 초반까지는 속구와 탈삼진에 집착해, 본인도 “진심으로 140km/h를 목표로 했었다”라고 말했다. 그 때문에 한 때는 프로의 벽을 넘지 못했으나 이 해부터 폼을 개조했다. 그 기본이 된 것은 프로 아마 합동의 컨벤션에 참가했을 때 구로키 도모히로(당시 지바 롯데 마린스 소속, 한때 팀의 에이스 투수로 활약함)와 구도 기미야스(당시 요미우리 자이언츠 소속, 일명 ‘우승청부업자’라고 불리기도 하였음)가 세트 포지션에서 몸을 여는 동작에 대해 이야기하는 것을 우연히 귀담아듣게 되었다. 그 후 주로 몸을 여는 동작과 중심 이동을 바꾸어 ‘스피드’보다도 “때려내기 어려운 투구”를 하는 것을 추구하게 되었다. 그 후로부터 성적은 비약적으로 상승했으며 야구계 굴지의 때려내기 어려운 투수 중의 한 사람이 된 것으로 평가받고 있다.

## 상세 정보

### 출신 학교
- 고쿠가쿠인 대학 도치기 고등학교
- 고쿠가쿠인 대학

### 선수 경력
사회인 시대
- 신일본제철 기미쓰

프로팀 경력
- 지바 롯데 마린스(2001년 ~ )

국가 대표 경력
- 시드니 올림픽 일본 국가대표팀(2000년)
- 월드 베이스볼 클래식 일본 국가대표팀(2006년, 2009년)

### 수상·타이틀 경력
- 최우수 배터리상 : 1회(2005년)[3]
- 일본 시리즈 우수 선수상 : 1회(2005년)
- 도치기현민 영예상(2006년)
- 지바시 시민 영예상(2006년)

### 개인 기록

#### 투수 기록
- 첫 등판·첫 선발 : 2001년 4월 25일, 대 오릭스 블루웨이브 4차전(그린 스타디움 고베), 5이닝 1실점
- 첫 탈삼진 : 상동, 2회말에 시오자키 마코토로부터
- 첫 승리·첫 완투 승리·첫 완봉 승리 : 2001년 9월 30일, 대 후쿠오카 다이에 호크스 25차전(후쿠오카 돔)
- 첫 홀드 : 2009년 10월 6일, 대 도호쿠 라쿠텐 골든이글스 23차전(지바 마린 스타디움), 8회초에 2번째 투수로서 구원 등판, 1/3이닝 무실점

#### 타격 기록
- 첫 안타 : 2006년 5월 28일, 대 요미우리 자이언츠 3차전(도쿄 돔), 6회초에 니시무라 겐타로로부터 우전 안타
- 첫 타점 : 2012년 6월 20일, 대 도쿄 야쿠르트 스왈로스 4차전(메이지 진구 야구장), 6회초에 다테야마 쇼헤이로부터 중전 적시타
- 1경기 5개 삼진 : 2005년 5월 8일, 대 요코하마 베이스타스 3차전(요코하마 스타디움) ※역대 12번째(퍼시픽 리그에서는 5번째)

#### 기록 달성 경력
- 통산 1000투구 이닝 : 2008년 7월 27일, 대 후쿠오카 소프트뱅크 호크스 15차전(후쿠오카 Yahoo! JAPAN 돔), 8회말 1아웃에 오무라 나오유키를 유격 땅볼을 잡아 달성 ※역대 313번째
- 통산 1500투구 이닝 : 2012년 5월 3일, 대 오릭스 버펄로스 5차전(교세라 돔 오사카), 6회말 2아웃에 이대호를 중견수 플라이로 달성 ※역대 166번째

#### 기타
- 일본 시리즈 첫 등판·첫 완봉(역대 11번째, 2005년 10월 23일)[4]
- 올스타전 출장 : 2회(2004년, 2005년) ※모두 감독 추천으로 출전

### 등번호
- 31(2001년 ~ )

### 연도별 투수 성적
| 연 도       | 소 속       | 등 판 | 선 발 | 완 투 | 완 봉 | 무 4 구 | 승 리 | 패 전 | 세 이 브 | 홀 드 | 승 률 | 타 자 | 이 닝  | 피 안 타 | 피 홈 런 | 볼 넷 | 고 4 | 몸 맞 | 탈 삼 진 | 폭 투 | 보 크 | 실 점 | 자 책 점 | 평 자 책 | W H I P |
| ----------- | ----------- | ----- | ----- | ----- | ----- | ------- | ----- | ----- | -------- | ----- | ----- | ----- | ------ | -------- | -------- | ----- | ---- | ----- | -------- | ----- | ----- | ----- | -------- | -------- | ------- |
| 2001년      | 지바 롯데   | 13    | 6     | 1     | 1     | 0       | 2     | 2     | 0        | --    | .500  | 211   | 50.2   | 41       | 5        | 23    | 1    | 3     | 31       | 0     | 0     | 18    | 15       | 2.66     | 1.26    |
| 2002년      | 지바 롯데   | 8     | 8     | 0     | 0     | 0       | 0     | 3     | 0        | --    | .000  | 155   | 34.0   | 41       | 6        | 12    | 0    | 6     | 26       | 1     | 0     | 26    | 24       | 6.35     | 1.56    |
| 2003년      | 지바 롯데   | 20    | 18    | 6     | 0     | 0       | 9     | 4     | 0        | --    | .692  | 566   | 140.0  | 114      | 19       | 31    | 1    | 9     | 74       | 0     | 0     | 60    | 57       | 3.66     | 1.04    |
| 2004년      | 지바 롯데   | 23    | 23    | 4     | 0     | 1       | 12    | 6     | 0        | --    | .667  | 637   | 150.1  | 145      | 12       | 42    | 1    | 12    | 101      | 0     | 0     | 66    | 60       | 3.59     | 1.24    |
| 2005년      | 지바 롯데   | 23    | 23    | 8     | 3     | 3       | 15    | 4     | 0        | 0     | .789  | 722   | 187.0  | 152      | 14       | 27    | 1    | 4     | 101      | 0     | 0     | 48    | 45       | 2.17     | 0.96    |
| 2006년      | 지바 롯데   | 23    | 23    | 4     | 0     | 1       | 5     | 11    | 0        | 0     | .313  | 638   | 147.0  | 155      | 12       | 35    | 2    | 14    | 105      | 0     | 0     | 79    | 71       | 4.35     | 1.29    |
| 2007년      | 지바 롯데   | 25    | 24    | 8     | 2     | 1       | 9     | 6     | 0        | 0     | .600  | 707   | 177.0  | 154      | 14       | 34    | 3    | 3     | 93       | 1     | 0     | 57    | 48       | 2.44     | 1.06    |
| 2008년      | 지바 롯데   | 26    | 26    | 3     | 2     | 1       | 13    | 8     | 0        | 0     | .619  | 733   | 172.2  | 195      | 17       | 29    | 4    | 13    | 104      | 1     | 0     | 81    | 80       | 4.17     | 1.30    |
| 2009년      | 지바 롯데   | 25    | 21    | 3     | 0     | 0       | 3     | 13    | 0        | 1     | .188  | 621   | 144.1  | 144      | 9        | 46    | 3    | 13    | 74       | 0     | 1     | 69    | 65       | 4.05     | 1.32    |
| 2010년      | 지바 롯데   | 26    | 25    | 3     | 0     | 0       | 8     | 8     | 0        | 0     | .500  | 651   | 148.1  | 171      | 10       | 45    | 0    | 7     | 63       | 1     | 0     | 77    | 74       | 4.49     | 1.46    |
| 2011년      | 지바 롯데   | 24    | 24    | 1     | 0     | 1       | 7     | 9     | 0        | 0     | .438  | 566   | 132.0  | 139      | 11       | 39    | 0    | 6     | 43       | 1     | 0     | 58    | 54       | 3.68     | 1.35    |
| 2012년      | 지바 롯데   | 13    | 13    | 1     | 0     | 1       | 4     | 4     | 0        | 0     | .500  | 302   | 69.2   | 80       | 7        | 13    | 0    | 2     | 43       | 0     | 0     | 36    | 34       | 4.39     | 1.33    |
| 통산 : 12년 | 통산 : 12년 | 249   | 234   | 42    | 8     | 9       | 87    | 78    | 0        | 1     | .527  | 6509  | 1559.0 | 1531     | 136      | 376   | 16   | 92    | 837      | 5     | 1     | 675   | 627      | 3.62     | 1.22    |

- 2012년 기준, 굵은 글씨는 시즌 최고 성적.

## 같이 보기
- 월드 베이스볼 클래식